# 卡亞洛赫亞

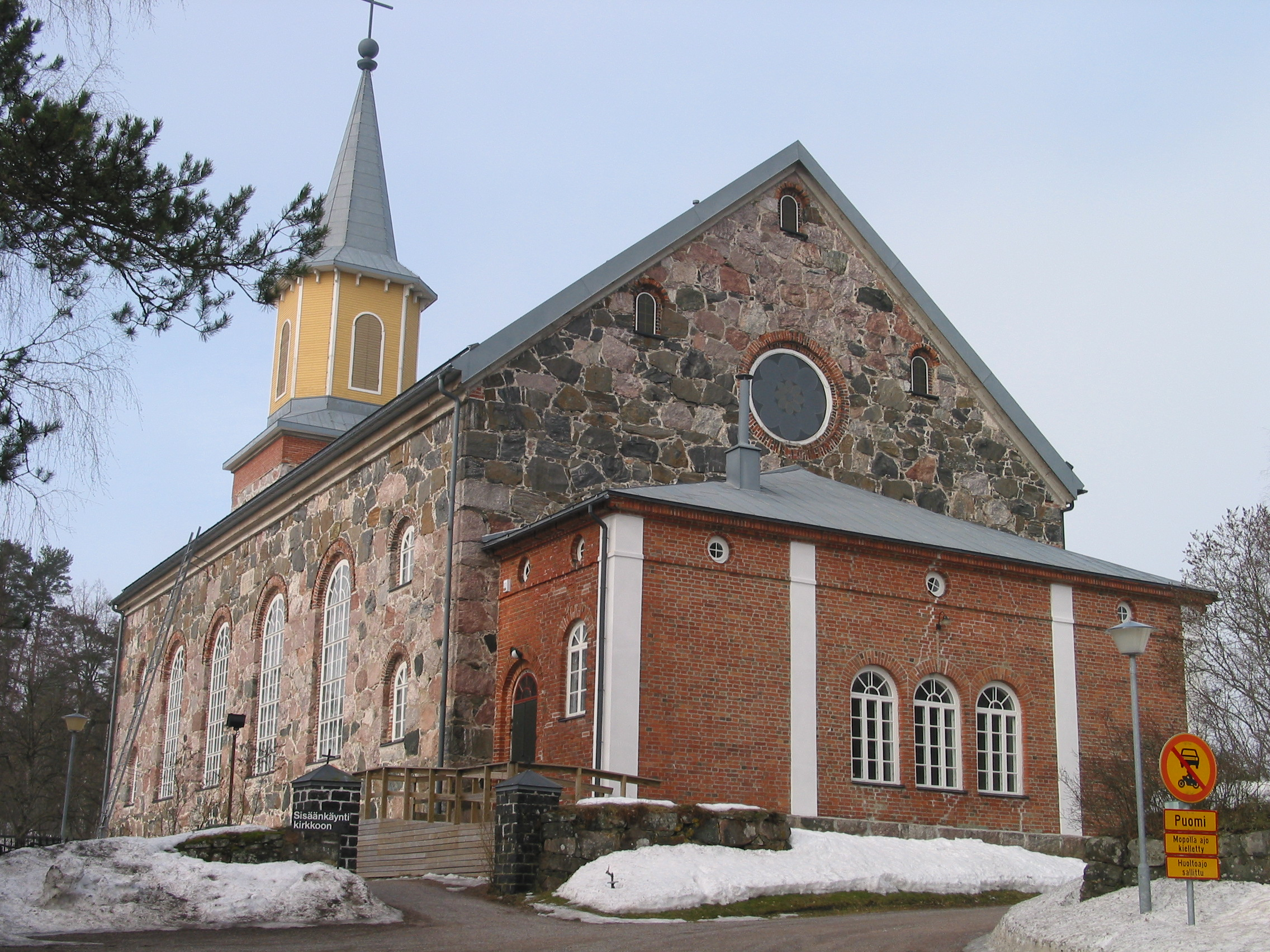
卡亞洛赫亞教堂

卡亞洛赫亞（芬蘭語：Karjalohja）是芬蘭新地區一个已废置的市鎮，距離首都赫爾辛基85公里，始建於1614年，面積163.4平方公里，2013年人口1,490，人口密度為每平方公里12.28人。2013年初时并入洛赫亚市。

## 外部連結
- 洛赫亞市官方网站（页面存档备份，存于） （文） （瑞典文）